# Kerry Group Irish Fiction Award
Der Kerry Group Irish Fiction Award ist ein seit 1995 vergebener Literaturpreis für Belletristik von irischen Schriftstellern.
Von 1995 bis 2000 war der Preis unter dem Namen Kerry Ingredients Book of the Year Award, in den Jahren 2001 und 2002 als Kerry Ingredients Irish Fiction Award bekannt. Die aktuelle Bezeichnung des Preises (Stand 2023) lautet Kerry Group Novel of the Year Award.
Der Preis wird jährlich verliehen und ist mit insgesamt 17.000 € dotiert (Stand 2020), von denen der Verfasser des ausgezeichneten Titels 15.000 € erhält, während die Autoren der Shortlist jeweils 500 € bekommen. Sponsor des Preises ist der Nahrungsmittelhersteller Kerry Group. Der Gewinner des Preises wird jeweils im Frühsommer auf der Listowel Writers’ Week, dem größten irischen Literaturfestival, in Listowel im County Kerry bekanntgegeben.
John Banville, Neil Jordan und Anne Enright konnten den Preis jeweils zweimal gewinnen.

## Preisträger
- 1995: Philip Casey – The Fabulists
- 1996: Emer Martin – Breakfast in Babylon
- 1997: Deirdre Madden – One by One in the Darkness
- 1998: John Banville – The Untouchable
- 1999: J. M. O’Neill – Bennett & Company
- 2000: Michael Collins – The Keepers of Truth
- 2001: Anne Barnett – The Largest Baby in Ireland After the Famine
- 2002: John McGahern – That They May Face the Rising Sun
- 2003: William Trevor – The Story of Lucy Gault
- 2004: Gerard Donovan – Schopenhauer’s Telescope
- 2005: Neil Jordan – Shade
- 2006: Sebastian Barry – A Long Long Way
- 2007: Roddy Doyle – Paula Spencer
- 2008: Anne Enright – The Gathering
- 2009: Joseph O’Neill – Netherland
- 2010: John Banville – The Infinities
- 2011: Neil Jordan – Mistaken
- 2012: Christine Dwyer Hickey – The Cold Eye of Heaven
- 2013: Gavin Corbett – This Is the Way
- 2014: Eimear McBride – A Girl Is a Half-formed Thing
- 2015: Eoin McNamee – Blue Is the Night
- 2016: Anne Enright – The Green Road
- 2017: Kit de Waal – My Name is Leon
- 2018: Paul Lynch – Grace
- 2019: David Park – Travelling in a Strange Land
- 2020: Edna O’Brien – Girl
- 2021: Anakana Schofield – Bina
- 2022: Claire Keegan – Small Things Like These
- 2023: Aingeala Flannery – The Amusements